# Stanisław Sylwester Raczyński
Stanisław Sylwester Raczyński (ur. 1 stycznia 1890 w Tarnopolu, zm. 5 listopada 1955 w Warszawie) – podpułkownik kontrolerów Wojska Polskiego i Ludowego Wojska Polskiego, doktor praw.

## Życiorys
Syn Władysława (1856–1940) i Marii z d. Siła-Nowicka (1865–1940). W czasie I wojny światowej walczył w szeregach Pułku Armat Polowych Nr 7, który w 1916 został przemianowany na Pułk Haubic Polowych Nr 28, a dwa lata później na Pułk Artylerii Polowej Nr 128. W 1918 był przydzielony do Pułku Artylerii Polowej Nr 22, pozostając oficerem Pułku Artylerii Polowej Nr 128. Na stopień podporucznika został mianowany ze starszeństwem z 1 września 1915, a na stopień porucznika ze starszeństwem z 1 listopada 1917 w korpusie oficerów artylerii górskiej i polowej.
W 1918 został przyjęty do Wojska Polskiego w stopniu porucznika. Do 1 lutego 1920 pełnił służbę w Biurze Ewidencyjnym Oddziału II SG na stanowisku szefa Wydziału I Zagranicznego i Wewnętrznego. 9 września 1920 został zatwierdzony z dniem 1 kwietnia 1920 w stopniu kapitana, w artylerii, w grupie oficerów byłej armii austriacko-węgierskiej. Pełnił wówczas służbę w Naczelnym Dowództwie Wojska Polskiego. 1 czerwca 1921 nadal pełnił służbę w Naczelnym Dowództwie WP (Oddział II), a jego oddziałem macierzystym był 16 pułk artylerii polowej. 3 maja 1922 został zweryfikowany w stopniu kapitana ze starszeństwem z 1 czerwca 1919 i 61. lokatą w korpusie oficerów piechoty. Obok stopnia wojskowego przysługiwał mu wówczas tytuł „adiutant sztabowy”. Jego oddziałem macierzystym był nadal 16 pap. W tym samym roku został przeniesiony do Korpusu Kontrolerów.
28 lipca 1922 został mianowany z dniem 1 sierpnia 1922 na stopień majora Korpusu Kontrolerów. W 1923 był adiutantem sztabowym w Grupie III KK, a w 1924 służył w Grupie IX KK. 29 stycznia 1932 został mianowany podpułkownikiem ze starszeństwem z 1 stycznia 1932 i 3. lokatą w korpusie oficerów kontrolerów. W latach 20. i 30. pozostawał oficerem Korpusu Kontrolerów.
Zmarł 5 listopada 1955 w Warszawie.

## Ordery i odznaczenia
- Krzyż Oficerski Orderu Odrodzenia Polski (1 października 1946)[18]
- Krzyż Kawalerski Orderu Odrodzenia Polski (11 listopada 1937)[19][2]
- Złoty Krzyż Zasługi (17 marca 1930)[20]
- Srebrny Medal Waleczności (Austro-Węgry)[1]
- Brązowy Medal Waleczności (Austro-Węgry)[1]
- Brązowy Medal Zasługi Wojskowej Signum Laudis z mieczami na wstążce Krzyża Zasługi Wojskowej (Austro-Węgry)[1]